# Mamert Wikszemski

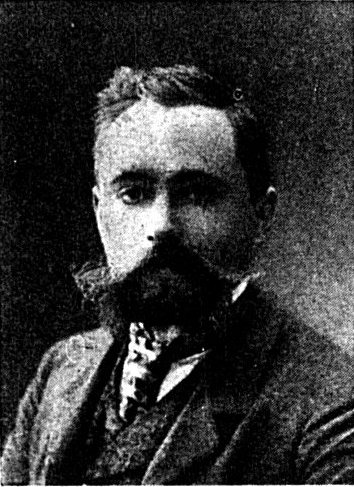
Mamert Wikszemski

Mamert Wikszemski (ur. 11 maja 1872 w majątku Klepacze w powiecie ostrogskim, zm. 16 maja 1908 w Nowym Dworze) – polski poeta, krytyk literacki, tłumacz.
Uczęszczał do szkoły w Równem. Studiował agronomię na Uniwersytecie w Halle i filozofię na Uniwersytecie Ruprechta i Karola w Heidelbergu oraz Uniwersytecie Ludwika i Maksymiliana w Monachium. Był sekretarzem redakcji „Prawdy”, poezje publikował głównie w „Chimerze”, także w „Głosie”, „Sfinksie”, „Krytyce” i „Witezi”. Przyjaźnił się z Bolesławem Leśmianem. Tłumaczył, między innymi, Heinricha Heinego. W 1904 roku w konkursie „Wędrowca” nagrodzono jego dramat Śnieżana. Zmarł na tyfus.